# Publi Suil·li Rufus
Publi Suil·li Rufus (llatí: Publius Suillius Rufus) va ser un magistrat romà que va viure al segle i.
Va ser qüestor de Germànic Cèsar. Durant el regnat de Tiberi va ser acusat d'acceptar suborns en la seva tasca de jutge i condemnat a desterrament a una illa. Més tard va poder tornar i va adquirir influència amb l'emperador Claudi que el va nomenar cònsol de Roma l'any 46.
Va usar els seus dots oratoris en atacar als seus contemporanis rics i els seus serveis s'havien de pagar molt cars. En el regnat de Neró, l'any 58, va ser acusat de diversos crims, condemnat i desterrat a les Balears.
Es va casar amb la filla de la tercera dona d'Ovidi. Era fill de la famosa Vistília, i era germanastre de Gneu Domici Corbuló, el famós general, i de Cesònia, amant i esposa de Calígula. Va tenir un fill, Marc Suil·li Nerulí, cònsol l'any 50.